# 389. Infanterie-Division (Wehrmacht)
Die 389. Infanterie-Division war ein militärischer Großverband der Wehrmacht im Zweiten Weltkrieg. Die Division kämpfte an der Ostfront unter anderem in der Schlacht von Stalingrad.

## Geschichte

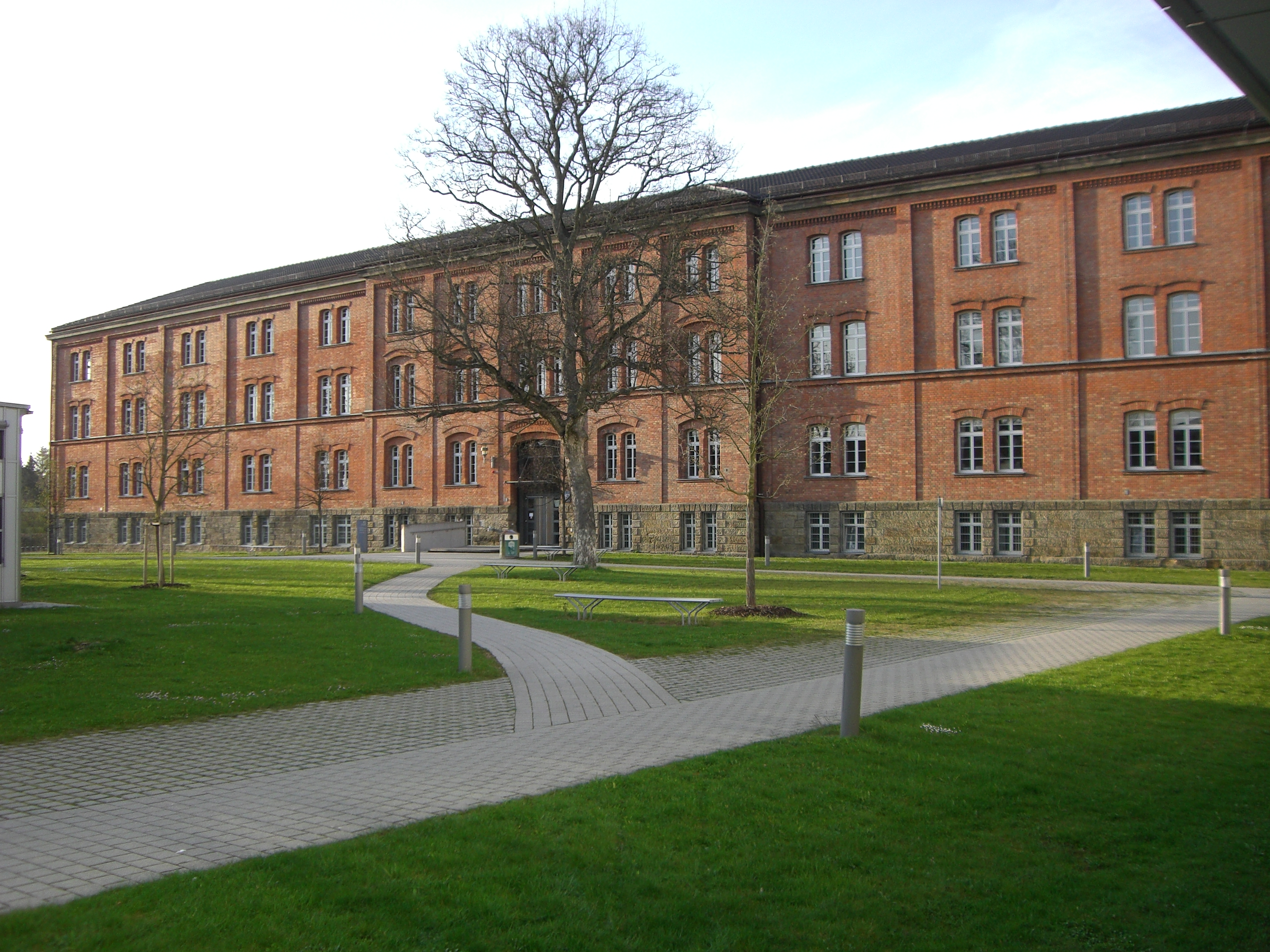
Heutige Gebäude auf dem Gelände der Gneisenau-Kaserne des IR 546 in Ansbach

### Aufstellung
Die 389. Infanterie-Division wurde am 27. Januar 1942 als eine von fünf sogenannten „Rheingold-Divisionen“ der 18. Aufstellungswelle auf dem Truppenübungsplatz Milowitz nordöstlich von Prag aus Ersatztruppenteilen der Wehrkreise IX, XII und XIII aufgestellt. Dabei wurden ältere Wehrpflichtige, die teilweise bereits am Polen- und Westfeldzug teilgenommen hatten, erneut einberufen, obgleich sie in sogenannten kriegswichtigen Berufen tätig waren. Das war eine Folge der hohen Verluste des vorangegangenen Kriegswinters. Es handelte sich um eine „bespannte Einheit“.

### Verlegung an die Ostfront
Die Division hatte ihre ersten Einsätze bei der Kesselschlacht von Charkow und Isjum im Mai 1942 und nahm am Vormarsch der 6. Armee in den Donbogen teil. 

### Stalingrad
Sie trug die Hauptlast bei der Offensive auf das Stalingrader Traktorenwerk am 14. Oktober 1942, obwohl sie bereits größere Verluste erlitten hatte und sich in einem abgekämpften Stadium befand. Die Division erlitt innerhalb weniger Tage verheerende Verluste, die nicht mehr ausgeglichen werden konnten. Die Pioniere des Pionier-Bataillons 389 und die Infanteristen der Infanterie-Regimenter 544 und 546 nahmen an der Operation Hubertus teil. 

### Vernichtung 1943
Die Division ging am 2. Februar 1943 im Kessel von Stalingrad unter.

### Wiederaufstellung in Frankreich
Neu aufgestellt als Kampfgruppe wurde die 389. Infanterie-Division aus Urlaubern und Überlebenden der alten Einheit ab 17. Februar 1943 in Frankreich. 

### Verlegung an die Ostfront
Die Aufwertung zur Volldivision und der Transport an die Ostfront erfolgten im September 1943. 

### Vernichtung 1944
Nach verlustreichen Abwehrkämpfen am Dnepr-Abschnitt geriet die Division am 25. Januar 1944 in eine Schlüsselsituation, als sie in einer Frontlinie südlich der 72. ID stand. Hier wurde sie massiv von der 2. Ukrainischen Front angegriffen. Die 57. ID, die nördlich der 72. ID im Zusammenwirken mit der 5. SS-PD eine Stellung an dem vom Fluss Irdyn (Tjasmyn) entwässerten Moorgebiet mit Namen Irdyner Sumpf  bei Smila hielt, wurde zur Unterstützung der 389. ID herangeführt. Sie kam jedoch zu spät und konnte nur noch Reste der inzwischen aufgeriebenen 389. ID aufnehmen. Da die 2. Ukrainische Front dann nördlich einschwenkte, wurden diese vier Divisionen von weiter südlich operierenden Einheiten, wie der 3. PD getrennt, und in den Kessel von Tscherkassy gedrängt.

### Wiederaufstellung durch Verwendung der Schatten-Division Milowitz
Nach dem Ausbruch musste die Division noch Teile an die 57. ID abgeben und wurde anschließend durch die Schatten-Division Milowitz ab März 1944 aufgefrischt und neu aufgestellt. 

### Kurland
Diesmal wurde die Division bei der Heeresgruppe Nord in Lettland eingesetzt, wo sie an den Kurland-Schlachten bis Februar 1945 teilnahm. 

### Evakuierung über die Ostsee
Danach wurde sie über die Ostsee nach Westpreußen verlegt und dort bei der 2. Armee/Armee Ostpreußen eingesetzt.

### Kapitulation
Die Reste der Division kamen bei Kriegsende auf der Halbinsel Hela in sowjetische Gefangenschaft.

## Gliederung
- Infanterie-Regiment 544 (Kassel)
- Infanterie-Regiment 545 (Wiesbaden)
- Infanterie-Regiment 546 (Nürnberg)
- Artillerie-Regiment 389 (4 Abteilungen)
- Feldersatz-Bataillon 389
- Pionier-Bataillon 389
- Panzerjäger-Abteilung 389
- Aufklärungs-Abteilung 389
- Füsilier-Bataillon 389
- Infanterie-Divisions-Nachrichten-Abteilung 389
- Infanterie-Divisions-Nachschubführer 389

## Kommandeure
| Dienstzeit                                                              | Dienstgrad      | Name                 |
| ----------------------------------------------------------------------- | --------------- | -------------------- |
| 1. Februar bis 1. November 1942                                         | Generalleutnant | Erwin Jaenecke       |
| 1. November 1942 bis 31. Januar 1943 (seit 19. Januar 1943 krank)       | Generalmajor    | Erich Magnus         |
| 19. Januar bis 2. Februar 1943 (mit der Führung beauftragt)             | Generalmajor    | Martin Lattmann      |
| 1. April bis 11. November 1943 (bis 1. Juni mit der Führung beauftragt) | Generalmajor    | Erwin Gerlach        |
| 12. November 1943 bis 15. März 1944                                     | Generalmajor    | Kurt Kruse           |
| 16. März bis 1. April 1944 (ggf. mit der Führung beauftragt)            | Generalmajor    | Paul Herbert Forster |
| 1. April bis 30. September 1944                                         | Generalleutnant | Walter Hahm          |
| 30. September 1944 bis 25. März 1945                                    | Generalleutnant | Fritz Becker         |

## Auszeichnungen
Mehrere Angehörige der 389. ID wurden mit hohen Auszeichnungen wie dem Ritterkreuz des Eisernen Kreuzes oder dem Deutschen Kreuz in Gold ausgezeichnet.